# Ikarus C42
L'Ikarus C42 és un ultralleuger biplaça, d'ala alta i tren d'aterratge tricicle fix dissenyat i fabricat per l'empresa alemanya Comco Ikarus. És utilitzat fonamentalment per escoles de vol i aviació esportiva.

## Especificacions
Especificacions del model Ikarus C42 equipat amb el motor Rotax 912ULS de 100 CV
Característiques generals
- Tripulació: 1
- Capacitat: 1 passatger
- Longitud: 6,25 m
- Envergadura: 9,45 m
- Alçada: 2,24 m
- Superfície de l'ala 12,5 m²
- Pes buit: 265 kg
- Pes màxim d'enlairament: 450 kg (472,5kg si està equipat amb paracaigudes)
- Motors: 1×  4 cilindres, 4 temps; refrigeració líquida/aire Rotax 912, 100 CV  hèlix de pas fix, 3 pales i construcció amb fibra de carboni

 Rendiment 
- Abast: 375 milles nàutiques / 695 km  
 1.445 km amb dipòsits de llarg abast
- Ràtio d'ascens: 320 m/min